# Liste der Naturdenkmale in Friedland (Niedersachsen)
Die Liste der Naturdenkmale in Friedland (Niedersachsen) nennt die Naturdenkmale in Friedland im Landkreis Göttingen in Niedersachsen.

## Naturdenkmale
| Bild                          | Bezeichnung                      | Ort, Lage                                       | Beschreibung | Schutzzweck                     | Nummer     |
| ----------------------------- | -------------------------------- | ----------------------------------------------- | --- | ------------------------------- | ---------- |
| Fotos hochladen               | Tillylinde (die große Linde)     | Deiderode (51° 24′ 52,2″ N, 9° 52′ 5,9″ O)      | Die Tillylinde steht am oberen Westhang des Gieseberges. | Schönheit und Seltenheit        | NDGÖ150201 |
| Fotos hochladen               | Baumgruppe aus Linden und Buchen | Deiderode (51° 25′ 32,6″ N, 9° 51′ 30,6″ O)     | 4 Rotbuchen, 12 Linden sowie 7 kleinere Hainbuchen. Die Bäume stehen in einem Kreis von circa 15 m Durchmesser angeordnet.                                                         | Eigenart, Seltenheit, Schönheit | NDGÖ150202 |
| Fotos hochladen               | 2 Linden                         | Deiderode (51° 24′ 52,3″ N, 9° 52′ 14,3″ O)     | Sommer- und Winterlinde stehen nah beieinander auf der Kuppe des Gieseberges. | Eigenart und Schönheit          | NDGÖ150203 |
| mehr Fotos \| Fotos hochladen | Eiche – die dicke Eiche          | Groß Schneen (51° 26′ 17,5″ N, 9° 55′ 27,2″ O)  | Die 400 – 500 Jahre alte Stieleiche ist die älteste im Kreisgebiet und ist als „1000-jährige Eiche“ bekannt. Am 27. April 2025 erhielt sie die Auszeichnung zum Nationalerbe-Baum. | Alter, Seltenheit               | NDGÖ150501 |
| Fotos hochladen               | Linde                            | Ludolfshausen (51° 25′ 27,6″ N, 9° 58′ 45,5″ O) | Die imposante Linde steht nördlich der Kirche auf einer Rasenfläche am südlichen Ortsrand.                                                                                         | Schönheit                       | NDGÖ150801 |
| Fotos hochladen               | Eiche am Schmiedeberg            | Niedernjesa (51° 28′ 30,3″ N, 9° 55′ 45″ O)     | Traubeneiche mit tief ansetzender, gleichmäßige, breit ausladender Krone | Schönheit, Ortsbild prägend     | NDGÖ151101 |